# Dreifaltigkeitskapelle (Hörgers)

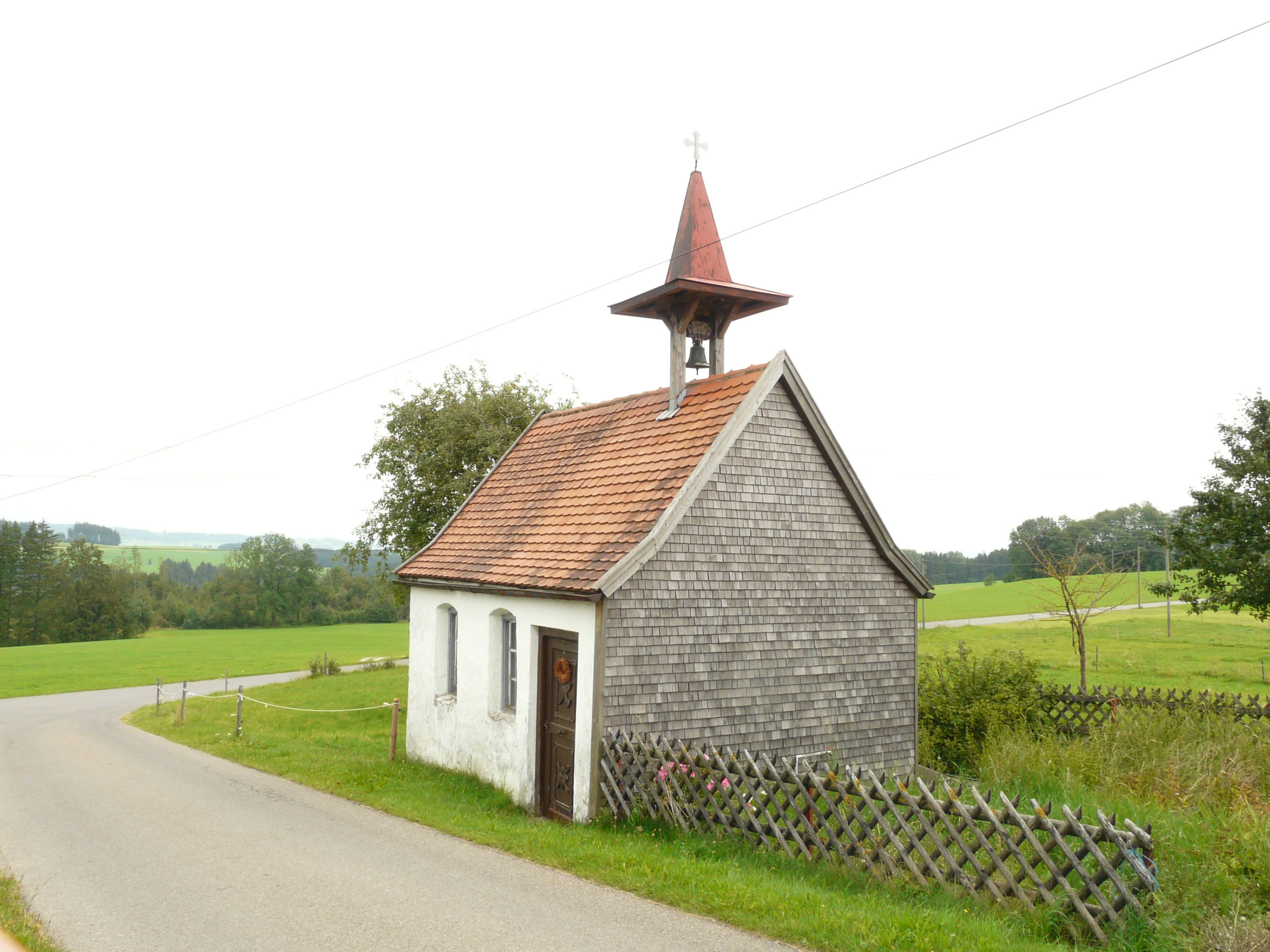
Dreifaltigkeitskapelle bei Hörgers

Die römisch-katholische Kapelle Dreifaltigkeitskapelle befindet sich in Hörgers, einem Ortsteil von Altusried im Landkreis Oberallgäu (Bayern). Die Kapelle wurde 1713 erbaut und steht unter Denkmalschutz. Eine Renovierung der Kapelle fand 1948 statt. Die Kapelle ist ein rechteckiger Bau mit zwei Stichbogenfensterachsen und einer Flachtonne innen. Gedeckt ist die Kapelle mit einem Satteldach, auf welchem sich auch ein Dachreiter befindet.
Der marmorierte Altar stammt aus der Erbauungszeit der Kapelle. Die stehende Holzfigur des Gottvaters aus dem zweiten Viertel des 18. Jahrhunderts wird von zwei Pilastern eingerahmt. Auf Konsolen befinden sich rechts die Figur der heiligen Cäcilie und links der heiligen Barbara. Zwei Engel mit Symbolen der göttlichen Tugenden sind auf den geschweiften Giebelstücken. Eine weitere gotische Holzfigur um 1460 wurde durch nachträgliche Übermalung und Ausstattung mit neuen Attributen zur hl. Kreszentia. Das Kruzifix und die Pietà in den Nischen sind barock. Die bäuerliche Figur des heiligen Sebastian stammt aus dem 17. oder 18. Jahrhundert.